# Scherma ai Giochi della II Olimpiade - Spada per maestri maschile
La gara di spada per maestri di scherma dei Giochi della II Olimpiade si tenne dall'11 al 14 giugno 1900 a Parigi.

## Risultati

### Primo turno
Nel primo turno erano previsti 9 pool con sistema Round-robin in cui i primi due di ogni pool avanzavano alle semifinali.
Pool A
| Pos. | Nazione     | Atleta                     |
| ---- | ----------- | -------------------------- |
| 1    | Francia     | Aufort                     |
| 2    | Francia     | Lézard                     |
| 3-6  | Francia     | Debrinay                   |
| 3-6  | Francia     | Deprey                     |
| 3-6  | Francia     | Mau                        |
| 3-6  | Paesi Bassi | Antonius van Nieuwenhuizen |

Pool B
| Pos. | Nazione | Atleta                |
| ---- | ------- | --------------------- |
| 1    | Francia | Pantin                |
| 2    | Francia | Louis Haller          |
| 3-6  | Francia | Assé                  |
| 3-6  | Francia | Flahaut               |
| 3-6  | Francia | Joseph-Auguste Métais |
| 3-6  | Francia | Francis Sabourin      |

Pool C
| Pos. | Nazione | Atleta          |
| ---- | ------- | --------------- |
| 1    | Francia | Georges Jourdan |
| 2    | Francia | Jeanvoix        |
| 3-6  | Francia | Bormel          |
| 3-6  | Francia | Roquais         |
| 3-6  | Francia | Surzet          |
| 3-6  | Haiti   | Léon Thiércelin |

Pool D
| Pos. | Nazione | Atleta          |
| ---- | ------- | --------------- |
| 1    | Francia | Edmond Brassart |
| 2    | Francia | Lézard          |
| 3-6  | Francia | Céré            |
| 3-6  | Francia | Dufraissé       |
| 3-6  | Francia | L. Garnoty      |
| 3-6  | Francia | Charles Marty   |

Pool E
| Pos. | Nazione | Atleta                      |
| ---- | ------- | --------------------------- |
| 1    | Francia | Gilbert Bougnol             |
| 2    | Francia | Hippolyte-Jacques Hyvernaud |
| 3-6  | Francia | Cléry                       |
| 3-6  | Francia | Dulau                       |
| 3-6  | Francia | Lafoucrière                 |
| 3-6  | Francia | Nègrout                     |

Pool F
| Pos. | Nazione  | Atleta          |
| ---- | -------- | --------------- |
| 1    | Francia  | Michel          |
| 2    | Francia  | Félix Ayat      |
| 3-6  | Francia  | Xavier Anchetti |
| 3-6  | Francia  | Émile Andrieux  |
| 3-6  | Ungheria | Márton Endrédy  |
| 3-6  | Francia  | Launay          |

Pool G
| Pos. | Nazione | Atleta        |
| ---- | ------- | ------------- |
| 1    | Francia | Albert Ayat   |
| 2    | Francia | Henri Laurent |
| 3-6  |         | sconosciuti   |

Pool H
| Pos. | Nazione | Atleta              |
| ---- | ------- | ------------------- |
| 1    | Francia | Marie-Louis Damotte |
| 2    | Francia | Yvon                |
| 3-6  |         | sconosciuti         |

Pool I
| Pos. | Nazione | Atleta           |
| ---- | ------- | ---------------- |
| 1    | Francia | Bézy             |
| 2    | Francia | Charles Clappier |
| 3-6  |         | sconosciuti      |

### Semifinali
Nelle tre semifinali era previsto il sistema round-robin in cui i primi tre si qualificarono per il girone finale.
Semifinale A
| Pos. | Nazione | Atleta              |
| ---- | ------- | ------------------- |
| 1    | Francia | Georges Jourdan     |
| 2    | Francia | Lézard              |
| 3    | Francia | Marie-Louis Damotte |
| 4-6  | Francia | Aufort              |
| 4-6  | Francia | Jeanvoix            |
| 4-6  | Francia | Pantin              |

Semifinale B
| Pos. | Nazione | Atleta                      |
| ---- | ------- | --------------------------- |
| 1    | Francia | Gilbert Bougnol             |
| 2    | Francia | Edmond Brassart             |
| 3    | Francia | Hippolyte-Jacques Hyvernaud |
| 4-6  | Francia | Félix Ayat                  |
| 4-6  | Francia | Louis Haller                |
| 4-6  | Francia | Michel                      |

Semifinale C
| Pos. | Nazione | Atleta           |
| ---- | ------- | ---------------- |
| 1    | Francia | Albert Ayat      |
| 2    | Francia | Henri Laurent    |
| 3    | Francia | Bézy             |
| 4-6  | Francia | Charles Clappier |
| 4-6  | Francia | Lézard           |
| 4-6  | Francia | Yvon             |

### Finale
| Pos. | Nazione | Atleta                      |
| ---- | ------- | --------------------------- |
|      | Francia | Albert Ayat                 |
|      | Francia | Gilbert Bougnol             |
|      | Francia | Henri Laurent               |
| 4    | Francia | Hippolyte-Jacques Hyvernaud |
| 5    | Francia | Marie-Louis Damotte         |
| 6    | Francia | Edmond Brassart             |
| 7    | Francia | Lézard                      |
| 8    | Francia | Georges Jourdan             |
| 9    | Francia | Bézy                        |